# Telmatoscopus labeculosus
Telmatoscopus labeculosus és una espècie d'insecte dípter pertanyent a la família dels psicòdids que es troba a Europa: Gran Bretanya (incloent-hi Staffordshire i les illes Shetland), França, Txèquia, Lituània i Dinamarca.